# Paolo Caldarella
Paolo Caldarella, född 20 september 1964 i Milano, död 27 september 1993 i Syrakusa, var en italiensk vattenpolospelare. Han omkom i en trafikolycka ett år efter att ha varit med om att vinna OS-guld för Italiens herrlandslag i vattenpolo vid olympiska sommarspelen 1992.
Caldarella representerade Italien i OS två gånger i vattenpolo. I OS-turneringen 1992 tog Italien guld och 1988 var placeringen sjua. I guldlaget 1992 gjorde han sex mål och 1988 tre mål. Han spelade för klubblaget CC Ortigia.